# Liste der Orte im Landkreis Lörrach

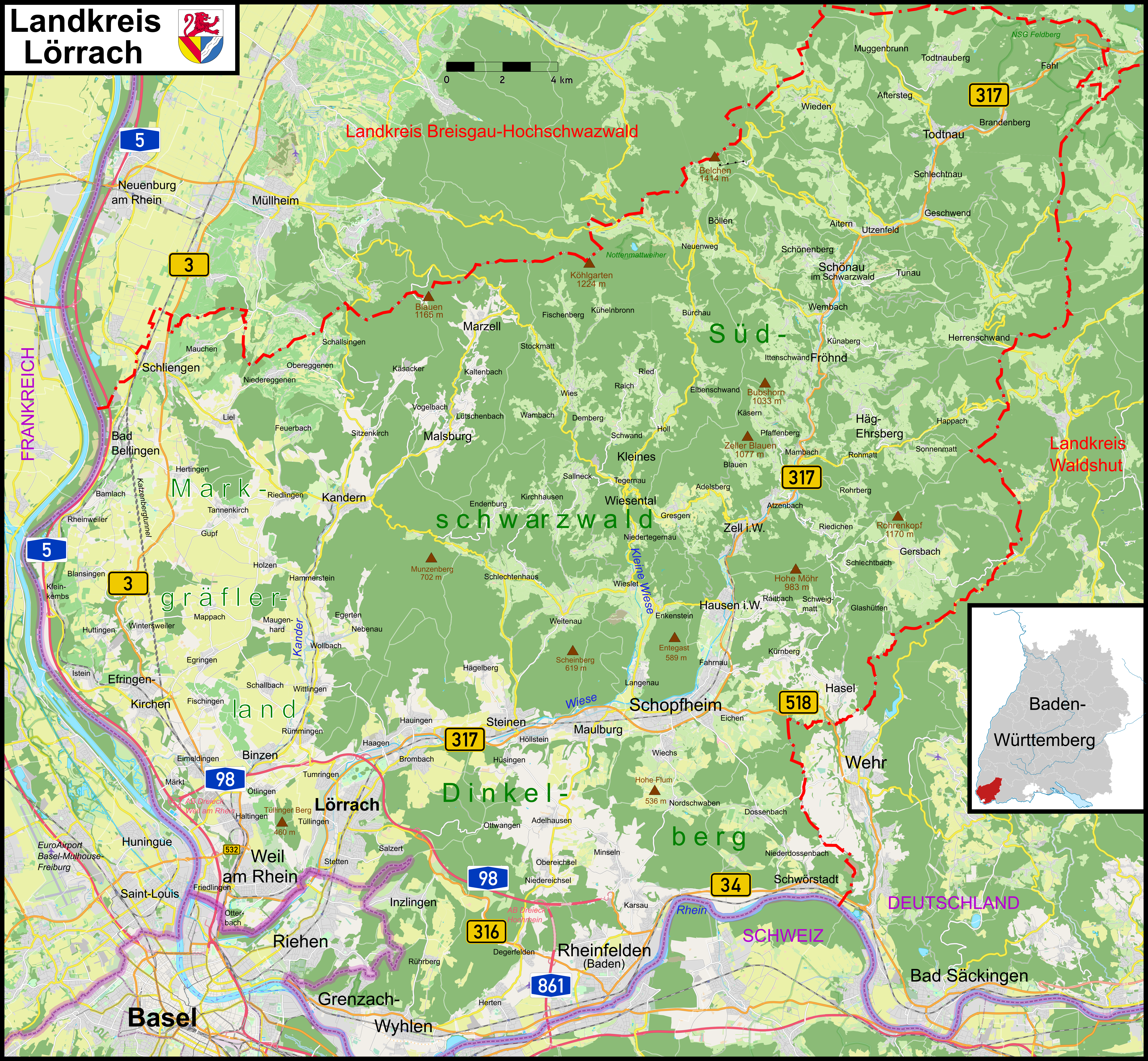
Kreiskarte mit allen Ortschaften

Die Liste der Orte im Landkreis Lörrach listet die geographisch getrennten Orte (Ortsteile, Stadtteile, Dörfer, Weiler – badisch Zinken –, Höfe, (Einzel-)Häuser) im Landkreis Lörrach auf.

## Systematische Liste
Alphabet der Städte und Gemeinden mit den zugehörigen Orten.
- Aitern mit dem Dorf Aitern, den Weilern Holzinshaus, Multen (Ober- und Unter-) und den Höfen Oberrollsbach und Unterrollsbach.
- Bad Bellingen mit den Ortsteilen Bad Bellingen, Bamlach, Hertingen und Rheinweiler.
  - Zu Bad Bellingen das Dorf Bellingen und das Haus Rheinwärterhaus.
  - Zu Bamlach das Dorf Bamlach.
  - Zu Hertingen das Dorf Hertingen und der Hof Hertinger Mühle.
  - Zu Rheinweiler das Dorf Rheinweiler.
- Binzen mit dem Dorf Binzen, den Häusern Autohof, dem Haus Buchmühle und dem Hof Obere Mühle.
- Böllen mit dem Dorf Oberböllen, dem Zinken Niederböllen und dem Hof Haidflüh.
- Efringen-Kirchen mit den Ortsteilen Blansingen, Efringen-Kirchen, Egringen, Huttingen, Istein, Mappach, Welmlingen und Wintersweiler.
  - Zu Blansingen das Dorf Blansingen.
  - Zu Efringen-Kirchen das Dorf Efringen-Kirchen, und die Höfe Britschenhöfe und Seebodenhof.
  - Zu Egringen das Dorf Egringen.
  - Zu Huttingen das Dorf Huttingen.
  - Zu Istein das Dorf Istein.
  - Zu Mappach das Dorf Mappach, der Gemeindeteil Maugenhard.
  - Zu Welmlingen das Dorf Welmlingen.
  - Zu Wintersweiler das Dorf Wintersweiler.
- Eimeldingen mit dem Dorf Eimeldingen.
- Fischingen mit dem Dorf Fischingen.
- Fröhnd mit den Weilern Hinterholz, Hof, Ittenschwand, Kastel, Künaburg, Niederhepschingen, Oberhepschingen, Stutz und Vorderholz und den Häusern Kastler und Künabergermühle.
- Grenzach-Wyhlen mit den Ortsteilen Grenzach und Wyhlen.
  - Zu Grenzach das Dorf Grenzach.
  - Zu Wyhlen die Dörfer Rührberg und Wyhlen, die Siedlungen Karbidfabrik, Kraftwerk, Siedlung an der Rheinfelder Straße und Sodafabrik, die Häuser Am Schacht.
- Häg-Ehrsberg mit den Ortsteilen Ehrsberg und Häg.
  - Zu Ehrsberg das Dorf Ehrsberg und die Zinken Stadel (Hinter), Stadel (Vorder) (Stadelhalde), Waldmatt, Wühre (Mittel), Wühre (Ober) und Wühre (Unter).
  - Zu Häg die Dörfer Häg, Altenstein, Happach, Rohmatt, Rohrberg, Schürberg und Sonnenmatt, die Zinken Forsthof, Fuchsbühl, Häger Mühle, Husarenmühle und Wölflisbrunn (Wolfsbrunn) mit Moosmatt, die Höfe Mutterbühl und Simmelebühl und das Haus Schürberg-Säge.
- Hasel mit den Dörfern Hasel und Glashütten und den Häusern Altmatt und Bahnstation Hasel.
- Hausen im Wiesental mit dem Dorf Hausen im Wiesental.
- Inzlingen mit dem Dorf Inzlingen (Ober- und Unter-), dem Hof Waidhof und den Häusern Kalkwerk (vorm. Ziegelei).
- Kandern mit den Stadtteilen Feuerbach, Holzen, Kandern, Riedlingen, Sitzenkirch, Tannenkirch und Wollbach.
  - Zu Feuerbach das Dorf Feuerbach.
  - Zu Holzen das Dorf Holzen und der Hof Holzen Badhof.
  - Zu Kandern die Stadt Kandern, die Häuser Bruckmatt und Steinenkreuz und die Höfe Glashüttenhof und Platzhof.
  - Zu Riedlingen das Dorf Riedlingen, das Haus Käppelebuck und die Höfe Mühlehof und Riedlinger Bad.
  - Zu Sitzenkirch das Dorf Sitzenkirch, der Hof St.-Johannes-Breite und die Häuser Wässerlehof.
  - Zu Tannenkirch die Dörfer Ettingen, Gupf und Uttnach und der Hof Kaltenherberg.
  - Zu Wollbach das Dorf Wollbach, die Gemeindeteile Egerten, Egisholz, Hammerstein und Nebenau und die Häuser Bruckmühle, Hofmühle und Kaisergrube.
- Kleines Wiesental mit den Gemeindeteilen Bürchau, Elbenschwand, Neuenweg, Raich, Sallneck, Tegernau, Wies und Wieslet.
  - Zu Bürchau das Dorf Bürchau.
  - Zu Elbenschwand die Dörfer Elbenschwand (Hinter- und Vorderdorf), Holl und Langensee und die Häuser Buck.
  - Zu Neuenweg das Dorf Neuenweg, die Weiler Hinterheubronn, Mittelheubronn und Vorderheubronn und die Zinken Belchenhöfe und Sägemättle.
  - Zu Raich das Dorf Raich, die Weiler Hohenegg, Oberhäuser und Ried, der Hof Scheurenhof und die Häuser Am Rain, Burstel und Lochhäuser (Im Loch).
  - Zu Sallneck die Dörfer Ebingen und Sallneck.
  - Zu Tegernau die Dörfer Niedertegernau, Schwand und Tegernau, der Zinken Käppeli und das Haus Kuhnigraben.
  - Zu Wies die Dörfer Demberg, Fischenberg, Kühlenbronn, Stockmatt, Wambach und Wies und die Höfe Ritterhof und Sägmatt.
  - Zu Wieslet die Dörfer Eichholz und Wieslet und der Weiler Henschenberg.
- Lörrach mit den Ortsteilen Brombach, Haagen, Hauingen sowie der Kernstadt Lörrach.
  - Zu Brombach das Dorf Brombach und die Höfe Abtsmatten und Im Löhr.
  - Zu Haagen das Dorf Haagen, der Weiler Röttelnweiler und das Haus „Rötteln, Schloß (Burgschenke)“.
  - Zu Hauingen das Dorf Hauingen, der Weiler Rechberg und das Haus Heilisau.
  - Zu Lörrach die Stadt Lörrach, die Stadtteile (Ober- und Unter-)Tüllingen und Tumringen und die Häuser Im Grütt.
- Malsburg-Marzell mit den Ortsteilen Malsburg und Marzell.
  - Zu Malsburg die Dörfer Malsburg, Kaltenbach, Lütschenbach und Vogelbach und der Gemeindeteil Höfe.
  - Zu Marzell das Dorf Marzell und die Häuser „Friedrichsheim und Luisenheim“.
- Maulburg mit dem Dorf Maulburg.
- Rheinfelden (Baden) mit den Stadtteilen Adelhausen, Degerfelden, Eichsel, Herten, Karsau, Minseln, Nordschwaben und Rheinfelden (Baden).
  - Zu Adelhausen das Dorf Adelhausen und der Weiler Ottwangen.
  - Zu Degerfelden das Dorf Degerfelden, der Hof Hagenbach und die Häuser Auf Reibematt und Riesberg.
  - Zu Eichsel die Dörfer Niedereichsel und Obereichsel und der Hof Gelkenhof.
  - Zu Herten das Dorf Herten, der Hof Markhof und die Häuser „Herten, St.-Josef-Anstalt“.
  - Zu Karsau das Dorf Karsau, die Weiler Beuggen und Riedmatt und die Häuser Breitacker, Hardt, Hölzle, Kalchofen, Kraftwerk und Steig.
  - Zu Minseln die Dörfer Minseln (Mittel-), Minseln (Ober-) und Minseln (Unter-).
  - Zu Nordschwaben das Dorf Nordschwaben.
  - Zu Rheinfelden (Baden) die Stadt Rheinfelden (Baden) und der Stadtteil Nollingen.
- Rümmingen mit dem Dorf Rümmingen.
- Schallbach mit dem Dorf Schallbach.
- Schliengen mit den Ortsteilen Liel, Mauchen, Niedereggenen, Obereggenen und Schliengen.
  - Zu Liel das Dorf Liel und die Höfe „Karlshof, Erlenboden, Fohlenweide“.
  - Zu Mauchen das Dorf Mauchen.
  - Zu Niedereggenen das Dorf Niedereggenen.
  - Zu Obereggenen die Dörfer Obereggenen und Schallsingen, Schloss „Bürgeln, Schloß“, der Hof Lippisbacherhof und das Haus Blauenhaus.
  - Zu Schliengen das Dorf Schliengen, der Hof Altingermühle und die Häuser Bahnstation Schliengen.
- Schönau im Schwarzwald mit der Stadt Schönau im Schwarzwald und den Gemeindeteilen Brand und Schönenbuchen.
- Schönenberg mit dem Dorf Schönenberg, dem Weiler Entenschwand, dem Zinken Wildböllen und dem Haus Belchenhaus.
- Schopfheim mit den Stadtteilen Eichen, Enkenstein, Fahrnau, Gersbach, Langenau, Raitbach, Schopfheim und Wiechs.
  - Zu Eichen das Dorf Eichen.
  - Zu Enkenstein das Dorf Enkenstein und der Hof Brodenloch.
  - Zu Fahrnau die Dörfer Fahrnau und Kürnberg.
  - Zu Gersbach das Dorf Gersbach, der Weiler Schlechtbach, die Zinken Fetzenbach, Neuhaus, Hof und Haus Lochmühle, die Höfe Mettlen(hof) und das Haus Neusäge.
  - Zu Langenau das Dorf Langenau.
  - Zu Raitbach das Dorf Raitbach, die Weiler Sattelhof und Schweigmatt, die Zinken Kehrengraben und Scheuermatt, die Höfe Blumberg und Steinighof und die Häuser Bahnstation Hausen-Raitbach.
  - Zu Schopfheim die Stadt Schopfheim und die Häuser Ehner-Fahrnau.
  - Zu Wiechs das Dorf Wiechs und die Häuser „Im Kirchhölzle, Kreispflegeanstalt“.
- Schwörstadt mit den Ortsteilen Dossenbach und Schwörstadt.
  - Zu Dossenbach das Dorf Dossenbach.
  - Zu Schwörstadt die Dörfer Niederdossenbach, Oberdorf und Unterdorf, die Siedlung äußerer Berg, Schloss und Hof Schloß und Schloßhof, die Höfe Eichbühlhof und Hollwangen und die Häuser Kraftwerkkolonie.
- Steinen mit den Ortsteilen Endenburg, Hägelberg, Höllstein, Hüsingen, Schlächtenhaus, Steinen und Weitenau.
  - Zu Endenburg die Dörfer Endenburg, Kirchhausen und Lehnacker, der Zinken Stelle, die Höfe Auhof und Schrohmühle und das Haus Stalten.
  - Zu Hägelberg das Dorf Hägelberg.
  - Zu Höllstein das Dorf Höllstein und die Häuser Förishäusle, Gaze- und Kreppweberei (frühere Gipsmühle), Hagmatt und Schalthaus.
  - Zu Hüsingen das Dorf Hüsingen und die Häuser Merian’sche Anlagen.
  - Zu Schlächtenhaus das Dorf Schlächtenhaus, der Gemeindeteil Hofen, die Höfe Heuberg und Klosterhof und die Häuser Kloster Weitenau.
  - Zu Steinen das Dorf Steinen.
  - Zu Weitenau das Dorf Weitenau, der Weiler Schillighof, die Zinken Außerdorf und Farnbuck und die Höfe Hummelberg.
- Todtnau mit den Stadtteilen Aftersteg, Geschwend, Muggenbrunn, Präg, Schlechtnau, Todtnau und Todtnauberg.
  - Zu Aftersteg das Dorf Aftersteg und der Weiler Hasbach.
  - Zu Geschwend das Dorf Geschwend und die Häuser Gisiboden (auch Dießenboden) und Grafenmatte.
  - Zu Muggenbrunn das Dorf Muggenbrunn.
  - Zu Präg die Dörfer Präg (Hinter- und Vorderdorf) und Herrenschwand, der Hof Präger Böden und das Haus Weißenbach.
  - Zu Schlechtnau das Dorf Schlechtnau und die Häuser Kressel.
  - Zu Todtnau die Stadt Todtnau, die Gemeindeteile Brandenberg und Fahl, die Siedlung Auf der Säge, der Weiler Poche und das Haus Notschrei.
  - Zu Todtnauberg das Dorf Todtnauberg, die Weiler Ennerbach, Hangloch und Rütte, der Zinken Büreten, der Hof Ebenehof und die Häuser Hornmatt und Ratschert.
- Tunau mit dem Dorf Tunau, dem Weiler Bischmatt und dem Zinken Michelrütte.
- Utzenfeld mit dem Dorf Utzenfeld und dem Zinken Königshütte (z. T. auch zu Wieden).
- Weil am Rhein mit den Stadtteilen Friedlingen, Haltingen, Märkt, Ötlingen, Otterbach und Weil am Rhein.
  - Zu Haltingen das Dorf Haltingen und der Gemeindeteil „Burghölzli und Rebgarten“.
  - Zu Märkt das Dorf Märkt.
  - Zu Ötlingen das Dorf Ötlingen und der Hof Luisenhof.
  - Zu Weil am Rhein die Stadt Weil am Rhein und die Häuser Gärtnereien und „Sportplatz und Schwimmbad“.
- Wembach mit dem Dorf Wembach und dem Weiler Schindeln.
- Wieden mit dem Dorf Oberwieden, den Weilern Hüttbach, Lailehäuser, Laitenbach, Neßlerhäuser, Säge und Warbach, den Zinken Bühl, Graben, Rütte und Ungendwieden, den Höfen Mittelbach, Neumatt und Schwaine und den Häusern Beckenrain, Eckle (Sommereckle), Königshütte (z. T. auch zu Utzenfeld), Niedermatt, Scheuermatt, Steinen, Wiedener Eck und Wiedenmatt.
- Wittlingen mit dem Dorf Wittlingen.
- Zell im Wiesental mit den Stadtteilen Adelsberg, Atzenbach, Gresgen, Mambach, Pfaffenberg, Riedichen und Zell im Wiesental.
  - Zu Adelsberg die Dörfer Adelsberg (Oberdorf), Adelsberg (Unterdorf) und Blauen.
  - Zu Atzenbach das Dorf Atzenbach.
  - Zu Gresgen das Dorf Gresgen.
  - Zu Mambach das Dorf Mambach, die Zinken Saufert und Silbersau, der Hof Mühlschau und die Häuser Baumwollspinnerei und Bergklause (Maria Frieden).
  - Zu Pfaffenberg das Dorf Pfaffenberg, der Weiler Käsern und die Zinken Helblingsmatt und Hollbühl (Biegematthof).
  - Zu Riedichen das Dorf Riedichen, der Weiler Gaisbühl und die Zinken Grüneck und Hütten.
  - Zu Zell im Wiesental die Stadt Zell im Wiesental und die Höfe Oberer Henschenberg und Unterer Henschenberg.

## Alphabetische Liste
In Fettschrift erscheinen die Orte, die namengebend für die Gemeinde sind, in Kursivschrift Einzelhäuser, Häusergruppen, Burgen, Schlösser und Höfe. Zusätzliche bestehende kleine Orte nach der Quelle www.leo-bw.de werden dort in aller Regel nicht wie in der Listengrundlage nach Weiler/Siedlung/Wohnplatz usw. differenziert, sondern einheitlich als Wohnplatz klassifiziert, dieser Ortsteiltyp wird hier entsprechend kursiviert übernommen.

### A
- Abtsmatten zu Lörrach
- Adelhausen zu Rheinfelden (Baden)
- Adelsberg (Oberdorf) zu Zell im Wiesental
- Adelsberg (Unterdorf) zu Zell im Wiesental
- Aftersteg zu Todtnau
- Aitern
- Altenstein zu Häg-Ehrsberg
- Altingermühle zu Schliengen
- Altmatt zu Hasel
- Am Rain zu Kleines Wiesental
- Am Schacht zu Grenzach-Wyhlen
- Atzenbach zu Zell im Wiesental
- Auf der Säge zu Todtnau
- Auf Reibematt zu Rheinfelden (Baden)
- Auhof zu Steinen
- Außerdorf zu Steinen
- Autohof zu Binzen

### B
- Bahnstation Hasel zu Hasel
- Bahnstation Hausen-Raitbach zu Schopfheim
- Bahnstation Schliengen zu Schliengen
- Bamlach zu Bad Bellingen
- Baumwollspinnerei zu Zell im Wiesental
- Beckenrain zu Wieden
- Belchenhaus zu Schönenberg
- Belchenhöfe zu Kleines Wiesental
- Bellingen zu Bad Bellingen
- Bergklause (Maria Frieden) zu Zell im Wiesental
- Beuggen zu Rheinfelden (Baden)
- Binzen
- Bischmatt zu Tunau
- Blansingen zu Efringen-Kirchen
- Blauen zu Zell im Wiesental
- Blauenhaus zu Schliengen
- Blumberg zu Schopfheim
- Brand zu Schönau im Schwarzwald
- Brandenberg zu Todtnau
- Breitacker zu Rheinfelden (Baden)
- Britschenhöfe zu Efringen-Kirchen
- Brodenloch zu Schopfheim
- Brombach zu Lörrach
- Bruckmatt zu Kandern
- Bruckmühle zu Kandern
- Buchmühle zu Binzen
- Buck zu Kleines Wiesental
- Bühl zu Wieden
- Bürchau zu Kleines Wiesental
- Büreten zu Todtnau
- Bürgeln, Schloß zu Schliengen
- Burghölzli und Rebgarten zu Weil am Rhein
- Burstel zu Kleines Wiesental

### D
- Degerfelden zu Rheinfelden (Baden)
- Demberg zu Kleines Wiesental
- Dossenbach zu Schwörstadt

### E
- Ebenehof zu Todtnau
- Ebingen zu Kleines Wiesental
- Eckle (Sommereckle) zu Wieden
- Efringen-Kirchen
- Egerten zu Kandern
- Egisholz zu Kandern
- Egringen zu Efringen-Kirchen
- Ehner-Fahrnau zu Schopfheim
- Ehrsberg zu Häg-Ehrsberg
- Eichbühlhof zu Schwörstadt
- Eichen zu Schopfheim
- Eichholz zu Kleines Wiesental
- Eimeldingen
- Elbenschwand (Hinter- und Vorderdorf) zu Kleines Wiesental
- Endenburg zu Steinen
- Enkenstein zu Schopfheim
- Ennerbach zu Todtnau
- Entenschwand zu Schönenberg
- Ettingen zu Kandern

### F
- Fahl zu Todtnau
- Fahrnau zu Schopfheim
- Farnbuck zu Steinen
- Fetzenbach zu Schopfheim
- Feuerbach zu Kandern
- Fischenberg zu Kleines Wiesental
- Fischingen
- Förishäusle zu Steinen
- Forsthof zu Häg-Ehrsberg
- Friedlingen zu Weil am Rhein
- Friedrichsheim und Luisenheim zu Malsburg-Marzell
- Fuchsbühl zu Häg-Ehrsberg

### G
- Gaisbühl zu Zell im Wiesental
- Gärtnereien zu Weil am Rhein
- Gaze- und Kreppweberei (frühere Gipsmühle) zu Steinen
- Gelkenhof zu Rheinfelden (Baden)
- Gersbach zu Schopfheim
- Geschwend zu Todtnau
- Gisiboden (auch Dießenboden) zu Todtnau
- Glashütten zu Hasel
- Glashüttenhof zu Kandern
- Graben zu Wieden
- Grafenmatte zu Todtnau
- Grenzach zu Grenzach-Wyhlen
- Gresgen zu Zell im Wiesental
- Grüneck zu Zell im Wiesental
- Gupf zu Kandern

### H
- Haagen zu Lörrach
- Häg zu Häg-Ehrsberg
- Hägelberg zu Steinen
- Hagenbach zu Rheinfelden (Baden)
- Häger Mühle zu Häg-Ehrsberg
- Hagmatt zu Steinen
- Haidflüh zu Böllen
- Haltingen zu Weil am Rhein
- Hammerstein zu Kandern
- Hangloch zu Todtnau
- Happach zu Häg-Ehrsberg
- Hardt zu Rheinfelden (Baden)
- Hasbach zu Todtnau
- Hasel
- Hauingen zu Lörrach
- Hausen im Wiesental
- Heilisau zu Lörrach
- Helblingsmatt zu Zell im Wiesental
- Henschenberg zu Kleines Wiesental
- Herrenschwand zu Todtnau
- Herten zu Rheinfelden (Baden)
- Herten, St.-Josef-Anstalt zu Rheinfelden (Baden)
- Hertingen zu Bad Bellingen
- Hertinger Mühle zu Bad Bellingen
- Heuberg zu Steinen
- Hinterheubronn zu Kleines Wiesental
- Hinterholz zu Fröhnd
- Hof zu Fröhnd
- Höfe zu Malsburg-Marzell
- Hofen zu Steinen
- Hofmühle zu Kandern
- Hohenegg zu Kleines Wiesental
- Holl zu Kleines Wiesental
- Hollbühl (Biegematthof) zu Zell im Wiesental
- Höllstein zu Steinen
- Hollwangen zu Schwörstadt
- Holzen zu Kandern
- Holzen Badhof zu Kandern
- Holzinshaus zu Aitern
- Hölzle zu Rheinfelden (Baden)
- Hornmatt zu Todtnau
- Hummelberg zu Steinen
- Husarenmühle zu Häg-Ehrsberg
- Hüsingen zu Steinen
- Hüttbach zu Wieden
- Hütten zu Zell im Wiesental
- Huttingen zu Efringen-Kirchen

### I
- Im Grütt zu Lörrach
- Im Kirchhölzle, Kreispflegeanstalt zu Schopfheim
- Im Löhr zu Lörrach
- Inzlingen (Ober- und Unter-) zu Inzlingen
- Istein zu Efringen-Kirchen
- Ittenschwand zu Fröhnd

### K
- Kaisergrube zu Kandern
- Kalchofen zu Rheinfelden (Baden)
- Kalkwerk (vorm. Ziegelei) zu Inzlingen
- Kaltenbach zu Malsburg-Marzell
- Kaltenherberg zu Kandern
- Kandern
- Käppelebuck zu Kandern
- Käppeli zu Kleines Wiesental
- Karbidfabrik zu Grenzach-Wyhlen
- Karlshof, Erlenboden, Fohlenweide zu Schliengen
- Karsau zu Rheinfelden (Baden)
- Käsern zu Zell im Wiesental
- Kastel zu Fröhnd
- Kastler zu Fröhnd
- Kehrengraben zu Schopfheim
- Kirchhausen zu Steinen
- Kloster Weitenau zu Steinen
- Klosterhof zu Steinen
- Königshütte (z. T. auch zu Utzenfeld) zu Wieden
- Königshütte (z. T. auch zu Wieden) zu Utzenfeld
- Kraftwerk zu Grenzach-Wyhlen
- Kraftwerk zu Rheinfelden (Baden)
- Kraftwerkkolonie zu Schwörstadt
- Kressel zu Todtnau
- Kühlenbronn zu Kleines Wiesental
- Kuhnigraben zu Kleines Wiesental
- Künabergermühle zu Fröhnd
- Künaburg zu Fröhnd
- Kürnberg zu Schopfheim

### L
- Lailehäuser zu Wieden
- Laitenbach zu Wieden
- Langenau zu Schopfheim
- Langenau zu Schwörstadt
- Langensee zu Kleines Wiesental
- Lehnacker zu Steinen
- Liel zu Schliengen
- Lippisbacherhof zu Schliengen
- Lochhäuser (Im Loch) zu Kleines Wiesental
- Lochmühle zu Schopfheim
- Lörrach
- Luisenhof zu Weil am Rhein
- Lütschenbach zu Malsburg-Marzell

### M
- Malsburg zu Malsburg-Marzell
- Mambach zu Zell im Wiesental
- Mappach zu Efringen-Kirchen
- Markhof zu Rheinfelden (Baden)
- Märkt zu Weil am Rhein
- Marzell zu Malsburg-Marzell
- Mauchen zu Schliengen
- Maugenhard zu Efringen-Kirchen
- Maulburg
- Merian’sche Anlagen zu Steinen
- Mettlen(hof) zu Schopfheim
- Michelrütte zu Tunau
- Minseln (Mittel-) zu Rheinfelden (Baden)
- Minseln (Ober-) zu Rheinfelden (Baden)
- Minseln (Unter-) zu Rheinfelden (Baden)
- Mittelbach zu Wieden
- Mittelheubronn zu Kleines Wiesental
- Muggenbrunn zu Todtnau
- Mühlehof zu Kandern
- Mühlschau zu Zell im Wiesental
- Multen (Ober- und Unter-) zu Aitern
- Mutterbühl zu Häg-Ehrsberg

### N
- Nebenau zu Kandern
- Nesslerhäuser zu Wieden
- Neuenweg zu Kleines Wiesental
- Neuhaus zu Schopfheim
- Neumatt zu Wieden
- Neusäge zu Schopfheim
- Niederböllen zu Böllen
- Niederdossenbach zu Schwörstadt
- Niedereggenen zu Schliengen
- Niedereichsel zu Rheinfelden (Baden)
- Niederhepschingen zu Fröhnd
- Niedermatt zu Wieden
- Niedertegernau zu Kleines Wiesental
- Nollingen zu Rheinfelden (Baden)
- Nordschwaben zu Rheinfelden (Baden)
- Notschrei zu Todtnau

### O
- Oberböllen zu Böllen
- Oberdorf zu Schwörstadt
- Obere Mühle zu Binzen
- Obereggenen zu Schliengen
- Obereichsel zu Rheinfelden (Baden)
- Oberer Henschenberg zu Zell im Wiesental
- Oberhäuser zu Kleines Wiesental
- Oberhepschingen zu Fröhnd
- Oberrollsbach zu Aitern
- Oberwieden zu Wieden
- Otterbach zu Weil am Rhein
- Ötlingen zu Weil am Rhein
- Ottwangen zu Rheinfelden (Baden)

### P
- Pfaffenberg zu Zell im Wiesental
- Platzhof zu Kandern
- Poche zu Todtnau
- Präg (Hinter- und Vorderdorf) zu Todtnau
- Präger Böden zu Todtnau

### R
- Raich zu Kleines Wiesental
- Raitbach zu Schopfheim
- Ratschert zu Todtnau
- Rechberg zu Lörrach
- Rheinfelden (Baden)
- Rheinwärterhaus zu Bad Bellingen
- Rheinweiler zu Bad Bellingen
- Ried zu Kleines Wiesental
- Riedichen zu Zell im Wiesental
- Riedlingen zu Kandern
- Riedlinger Bad zu Kandern
- Riedmatt zu Rheinfelden (Baden)
- Riesberg zu Rheinfelden (Baden)
- Ritterhof zu Kleines Wiesental
- Rohmatt zu Häg-Ehrsberg
- Rohrberg zu Häg-Ehrsberg
- Rötteln, Burg Rötteln zu Lörrach
- Röttelnweiler zu Lörrach
- Rührberg zu Grenzach-Wyhlen
- Rümmingen
- Rütte zu Todtnau
- Rütte zu Wieden

### S
- Säge zu Wieden
- Sägemättle zu Kleines Wiesental
- Sägmatt zu Kleines Wiesental
- Sallneck zu Kleines Wiesental
- Sattelhof zu Schopfheim
- Saufert zu Zell im Wiesental
- Schallbach
- Schallsingen zu Schliengen
- Schalthaus zu Steinen
- Scheuermatt zu Schopfheim
- Scheuermatt zu Wieden
- Scheurenhof zu Kleines Wiesental
- Schillighof zu Steinen
- Schindeln zu Wembach
- Schlächtenhaus zu Steinen
- Schlechtbach zu Schopfheim
- Schlechtnau zu Todtnau
- Schliengen
- Schloß und Schloßhof zu Schwörstadt
- Schönau im Schwarzwald
- Schönenberg
- Schönenbuchen zu Schönau im Schwarzwald
- Schopfheim
- Schrohmühle zu Steinen
- Schürberg zu Häg-Ehrsberg
- Schürberg-Säge zu Häg-Ehrsberg
- Schwaine zu Wieden
- Schwand zu Kleines Wiesental
- Schweigmatt zu Schopfheim
- Seebodenhof zu Efringen-Kirchen
- Siedlung an der Rheinfelder Straße zu Grenzach-Wyhlen
- Siedlung äußerer Berg zu Schwörstadt
- Silbersau zu Zell im Wiesental
- Simmelebühl zu Häg-Ehrsberg
- Sitzenkirch zu Kandern
- Sodafabrik zu Grenzach-Wyhlen
- Sonnenmatt zu Häg-Ehrsberg
- Sportplatz und Schwimmbad zu Weil am Rhein
- St.-Johannes-Breite zu Kandern
- Stadel (Hinter) zu Häg-Ehrsberg
- Stadel (Vorder) (Stadelhalde) zu Häg-Ehrsberg
- Stalten zu Steinen
- Steig zu Rheinfelden (Baden)
- Steinen zu Wieden
- Steinen
- Steinenkreuz zu Kandern
- Steinighof zu Schopfheim
- Stelle zu Steinen
- Stockmatt zu Kleines Wiesental
- Stutz zu Fröhnd

### T
- Tannenkirch zu Kandern
- Tegernau zu Kleines Wiesental
- Todtnau
- Todtnauberg zu Todtnau
- Tüllingen (Ober- und Unter-) zu Lörrach
- Tumringen zu Lörrach
- Tunau

### U
- Ungendwieden zu Wieden
- Unterdorf zu Schwörstadt
- Unterer Henschenberg zu Zell im Wiesental
- Unterrollsbach zu Aitern
- Uttnach zu Kandern
- Utzenfeld

### V
- Vogelbach zu Malsburg-Marzell
- Vorderheubronn zu Kleines Wiesental
- Vorderholz zu Fröhnd

### W
- Waidhof zu Inzlingen
- Waldmatt zu Häg-Ehrsberg
- Wambach zu Kleines Wiesental
- Warbach zu Wieden
- Wässerlehof zu Kandern
- Weil am Rhein
- Weißenbach zu Todtnau
- Weitenau zu Steinen
- Welmlingen zu Efringen-Kirchen
- Wembach
- Wiechs zu Schopfheim
- Wiedener Eck zu Wieden
- Wiedenmatt zu Wieden
- Wies zu Kleines Wiesental
- Wieslet zu Kleines Wiesental
- Wildböllen zu Schönenberg
- Wintersweiler zu Efringen-Kirchen
- Wittlingen
- Wölflisbrunn (Wolfsbrunn) mit Moosmatt zu Häg-Ehrsberg
- Wollbach zu Kandern
- Wühre (Mittel) zu Häg-Ehrsberg
- Wühre (Ober) zu Häg-Ehrsberg
- Wühre (Unter) zu Häg-Ehrsberg
- Wyhlen zu Grenzach-Wyhlen

### Z
- Zell im Wiesental